# Almajonas
Almajonas (armajonas ou almazonas) são mulheres muito altas das lendas portuguesas. A crença popular é que são almas penadas. As almajonas carregam os filhos às costas.